# Качановский район
Качановский район — административно-территориальная единица в составе Псковской области РСФСР, существовавшая в 1945—1958 годах.

## История
Качановский район в составе Псковской области был образован в 1945 году из территории, входившей ранее в Яунлатгальский (Абренский) уезд Латвии и Латвийской ССР. В район вошло 12 сельсоветов: Брицовский, Высоковский, Горбуновский, Дядновский, Жуковский, Качановский, Лавровский, Луговский, Павловский, Ротовский, Стуколовский, Шумилкинский.
В мае — июне 1950 года с территории Качановского района были депортированы в Красноярский край кулаки, участники бандформирований и члены их семей.
В 1954 году Дядновский с/с присоединён к Горбуновскому, Жуковский и Луговский — к Качановскому, Стуколовский — к Лавровскому. Высоковский и Павловский с/с объединены в Юшковский с/с.
В 1958 году Качановский район был упразднён, а его территория разделена между Палкинским (Брицовский, Горбуновский, Качановский с/с) и Печорским (Лавровский, Ротовский, Шумилкинский, Юшковский с/с) районами.